# ديرليس باريديس
ديرليس باريديس (بالإسبانية: Derlis Paredes) (4 يوليو 1985 في باراغواي - ) هو مدرب كرة قدم ولاعب كرة قدم باراغواياني في مركز الهجوم. لعب مع Club Aurora ‏ وLa Paz F.C. ‏ وMunicipal Real Mamoré ‏ ونادي 12 أكتوبر لكرة القدم ولوتا شفاغر ‏ وديبورتيفو كيفيدو ونادي سول دي أميريكا.

## وصلات خارجية
- ديرليس باريديس على موقع قاعدة بيانات كرة القدم.إي يو (الإنجليزية)
- ديرليس باريديس على موقع Soccerway.com (الإنجليزية)